# Tomàs Cirera
Tomàs Cirera (Barcelona, ? - 1642) fou mestre de capella, compositor i sacerdot català.
Fou mestre de capella de la basílica de Sants Just i Pastor de Barcelona (1628-1630) i de la catedral de Girona (1630-1642).

## Vida i música
El 15 d'octubre de 1630, un cop estructurada la capella de música de la catedral de Girona, el Capítol convocà oposicions per ocupar la vacant de magisteri catedralici de Girona. El jurat el formaren Jaume Coll, organista del Palau de la Comtessa de Barcelona, Lluís Méndez, organista de la catedral de Girona i Llorenç Cruell, beneficiat de la mateixa catedral. Cirera fou l'únic opositor i el 17 d'octubre de 1630 fou nomenat mestre de capella –el primer que ocupà la plaça per oposicions–, càrrec que exercí fins al 1642, probablement l'any del seu traspàs, i amb motiu del qual el succeí Jaume Vidal.
El 1633, durant el seu càrrec a la seu gironina, formà part del jurat d'unes oposicions, juntament amb Benedicto Vila, organista de la Catedral de Barcelona i Joan Gayola, beneficiat cantor de la capella de Girona, per cobrir la plaça d'organista de la catedral.
El 3 d'octubre de 1636 fou amonestat pel Capítol per deixar de banda les seves obligacions: desatendre la instrucció dels seus escolans i no acudir a la classe diària de cant a la qual estava obligat a anar-hi.

## Producció musical
Quan el 23 de desembre de 1645 Jaume Vidal va renunciar al seu càrrec a la catedral de Girona, el Capítol li va reclamar els papers de música del seu antecessor Tomàs Cirera, els quals adquirí per la suma de vint lliures. Tot i que no se sap res del parador d'aquella producció, és conserven tres de les seves obres a la Biblioteca de Catalunya:
- Tened a la justicia (1632), un villancet a 8v dialogat on és relata una detenció sense que es pugui especificar el context.
- Qué vienes de ver, Teresa (1634), tonada a 8v dedicada al Santíssim Sacrament i s'emmarca en la processó de Corpus, tot fent referència al seu bestiari.
- A qué nos convidas, Bras, villancet a 8v també dedicada al Santíssim Sagrament, però sense datar. Utilitza el text d'una lletra de Gòngora per combinar-lo amb unes cobles centrals utilitzades també en un altre villancet de Joan Pujol.

Les tres obres comparteixen una factura molt similar: petits poemes polifònics de vuit veus repartides en dos cors, sense cap particel·la o indicació de baix continu amb línies pures i expressives les quals el seu ritme segueix suaument les inflexions de les paraules i el sentit general del context. Així doncs, tot i que no hi ha cap seguretat de la instrumentació d'aquestes peces, tenint en compte el càrrec d'organista de la capella de Girona, és probable que s'acompanyessin d'orgue, encara que només fos doblant les veus.